# سانتياغو باتينيو
سانتياغو باتينو (بالإسبانية: Santiago Patiño) هو لاعب كرة قدم كولومبي في مركز الهجوم، ولد في 10 مارس 1997 في ميديلين في كولومبيا. لعب مع أورلاندو سيتي.

## وصلات خارجية
- سانتياغو باتينو على موقع الدوري الأمريكي (الإنجليزية)
- سانتياغو باتينو على موقع قاعدة بيانات كرة القدم.إي يو (الإنجليزية)
- سانتياغو باتينو على موقع Soccerway.com (الإنجليزية)
- سانتياغو باتينو على موقع عالم كرة القدم.نت (الإنجليزية)